# Бикнелл, Юджин Пинтард
Ю́джин Пинта́рд Би́кнелл (англ. Eugene Pintard Bicknell, 1859—1925) — американский банкир, ботаник и орнитолог-любитель.

## Биография
Родился 23 сентября 1859 года в Ривердейле-на-Гудзоне в семье Джозефа Инглиса Бикнелла и Марии Терезы Пьерпонт. Получал образование на дому, с ранних лет занимался бизнесом, вскоре став партнёром компании John Munroe & Co., базировавшейся в Нью-Йорке. В октябре 1901 года Бикнелл женился на Эдит Бэбкок, вскоре после чего семья переехала на Лонг-Айленд. Некоторое время Бикнелл был членом приходского управления в Хьюлетте.
Бикнелл с юности интересовался орнитологией, вёл ежедневные списки замеченных им видов птиц в Ривердейле. Первая его статья по орнитологии была издана в 1878 году. В том же году Юджин Бикнелл стал одним из членов-основателей Нью-Йоркского Линнеевского общества, с 1879 по 1887 год был его президентом. В 1885 году Бикнелл стал секретарём комитета по Охране птиц Американского союза орнитологов.
В 1880 году Юджин Бикнелл был избран членом Ботанического клуба Торри, в том же году напечатал свои первые статьи по ботанике. С 1896 года он был членом правления Нью-Йоркского ботанического сада, а также членом Филадельфийского ботанического клуба. Также Бикнелл был членом Ботанического общества Америки и Американской ассоциации по продвижению науки. В 1923 году по состоянию здоровья Бикнелл покинул Ботанический сад.
9 февраля 1925 года Юджин Пинтард Бикнелл скончался. Позднее Джон Хендли Барнхарт писал о нём как об «одном из самых прилежных наблюдателей среди ботаников-любителей Америки».

## Некоторые научные работы
- The North American species of Agrimonia. 1896.
- Studies in Sisyrinchium. I—X. 1899—1904.

## Некоторые виды, названные в честь Ю. Бикнелла
Птицы:
- Catharus bicknelli Ridgway, 1882

Растения:
- Carex bicknellii Britton & A.Br., 1896
- Geranium bicknellii Britton, 1897
- Helianthemum bicknellii Fernald, 1919, nom. nov. [≡ Crocanthemum bicknellii (Fernald) Janch., 1925]